# Киевский национальный экономический университет имени Вадима Гетьмана
Киевский национальный экономический университет имени Вадима Гетьмана (укр. Київський національний економічний університет імені Вадима Гетьмана) — высшее учебное заведение, самоуправляющийся (автономный) исследовательский национальный университет.
Свою историю университет отсчитывает с 1906 года, когда в Киеве были открыты коммерческие курсы; в разные годы носил названия коммерческого института, Киевского института народного хозяйства им. Д. С. Коротченко, финансово-экономического института; современное название университет получил в 2005.
Филиалами университета являются: Киевский экономический колледж; Киевский колледж информационных систем и технологий; Роменский колледж.

## Корпуса и кампусы
- Главный корпус КНЭУ
- 2-й, 3-й, 5-й, 6-й корпуса
- Библиотека
- Общежития: I, II, III, IV, V, VI
- Физкультурно-спортивный комплекс «Экономист»
- Издательство
- Стадион
- Центр культуры и искусств

## Институты и факультеты
Институты:
- Институт дистанционных технологий обучения (2019 г.);
- Институт информационных технологий в экономике (2017 г.).
- Юридический институт (2017 г.).

Факультеты:
- Международной экономики и менеджмента (1992 г.);
- Факультет маркетинга (1965 г.);
- Управления персоналом, психологии и социологии (2015 г.);
- Учёта и налогового менеджмента (1959 г.);
- Финансов (1906 г.);
- Экономики и управления (1945 г.);
- Военной подготовки (2017 г.).

## Почётные профессора
- П. Г. Тычина — поэт, переводчик, общественный деятель.
- А. П. Довженко — кинорежиссёр, писатель.
- В. Е. Свидзинский — поэт, переводчик.
- И. Э. Бабель — прозаик, драматург, публицист.
- В. М. Эллан-Блакитный — украинский поэт и прозаик.
- С. М. Михоэлс — режиссёр.
- К. В. Островитянов — советский учёный-экономист, вице-президент АН СССР.

## Ректоры[1]
- 1906—1917 гг. — Довнар-Запольский, Митрофан Викторович
- 20.03.1917 — 21.12.1917 г. и 26.09.1919 — нач. 1920 г. — Слёзкин, Пётр Родионович
- 21.12.1917 — 26.09.1919 — Воблый, Константин Григорьевич
- Ок. 3,5 месяцев в 1921 году — Орженцкий, Роман Михайлович
- 15.10.1923 — 24.03.1925 и 01.09.1926 — 16.02.1927 — Соломон Соломонович
- 03.03.1925 — 01.09.1926 — Баран, Михаил Лукич
- 1927 — Карпеко, Александр Александрович
- 1944—1950 гг. — Гарбузов, Василий Фёдорович
- 1965—1969 гг. — Короед Алексей Степанович
- 1971—1973 гг. — Загородний Василий Иванович
- 1973—1975 гг. — Куценко Степан Петрович
- 1980—1987 гг. — Пахомов Юрий Николаевич
- 1987—2016 гг. — Павленко Анатолий Фёдорович
- с 2017 гг. — Лукьяненко Дмитрий Григорьевич

## Награды и репутация

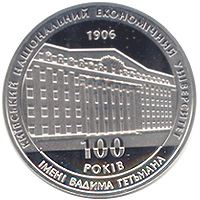
Юбилейная монета НБУ, 100 лет КНЭУ (2006)

Общенациональные рейтинги высших учебных заведений:
- Национальный рейтинг "ТОП 200 Украина" (2016/2017)»:
  - В общем рейтинге — 10 место;

Международные рейтинги высших учебных заведений:
- Рейтинг Eduniversal — «3 пальмовые ветви — Отличная школа в сфере бизнеса, национально сильная и/или с континентальными связями»;
- Рейтинг EDUNIVERSAL Best Masters по соответствующим направлениям специализации среди стран Восточной Европы:
  - Направление: Менеджмент информационных систем (Магистерская программа «Информационные системы в менеджменте») — 4 место;
  - Направление: Управление проектами (Магистерская программа «Менеджмент проектов и консалтинг») — 6 место;
  - Направление: Учёт и аудит (Магистерская программа «Учет и аудит в управление предпринимательской деятельностью») — 7 место;
  - Направление: Государственное управление /Менеджмент(Магистерская программа «Государственное управление экономикой») — 7 место;
  - Направление: Общий менеджмент (Магистерская программа «Менеджмент предприятий») — 9 место;
  - Направление: Маркетинг (Магистерская программа «Маркетинговый менеджмент») — 9 место;
  - Направление: Международным менеджмент (Магистерская программа «Управление международным бизнесом») — 19 место;
  - Направление: Корпоративные финансы (Магистерская программа «Финансовый менеджмент») — 20 место;
  - Направление: Страхование (Магистерская программа «Страховой менеджмент») — 47 место;
- Рейтинг Webometrics (степень интеграции ВУЗа во всемирную сеть Интернет):
  - КНЭУ — 5154 место;
  - Центр магистерской подготовки КНЭУ — 1254 место.

В 2017 году агентство «Эксперт РА» присвоило ВУЗу рейтинговый класс «С» означающий «высокий уровень» подготовки выпускников.

## Международное сотрудничество
Киевский национальный экономический университет является членом следующих международных организаций и программ:
- EDAMBA — European Doctoral Programmes Association in Management and Business Administration (Европейская ассоциация докторских программ по менеджменту и деловому администрированию) — http://www.edamba.eu Архивная копия от 19 марта 2022 на Wayback Machine;
- EPLO — European Public Law Organization (Европейская организация публичного права) — http://www.eplo.eu Архивная копия от 22 декабря 2016 на Wayback Machine;
- EFMD — European Foundation for Management Development (Европейский фонд развития менеджмент) — http://www.efmd.org Архивная копия от 27 июня 2021 на Wayback Machine;
- BSUN — Black Sea Universities Network (Сеть Черноморских Университетов) — http://www.bsun.org Архивная копия от 20 марта 2022 на Wayback Machine;
- Magna Charta Universitatum (Великая Хартия университетов) — http://www.magna-charta.org Архивная копия от 1 мая 2012 на Wayback Machine;
- TEMPUS — Trans-European Mobility Programme for University Studies (Транс-европейская программа взаимных обменов между университетами) — http://www.tempus.org.ua/ Архивная копия от 24 ноября 2012 на Wayback Machine;
- RSA — Regional Studies Association (Ассоциация международных исследований) — https://web.archive.org/web/20081219053606/http://www.regional-studies-assoc.ac.uk/.
- EAC — European Arbitration Chamber (Европейская арбитражная палата) — http://chea-taic.be/ Архивная копия от 26 мая 2013 на Wayback Machine
- Alexander von Humboldt-Stiftung (Фонд Александра фон Гумбольдта) — http://www.humboldt-foundation.de/ Архивная копия от 1 декабря 2020 на Wayback Machine
- CES — Council for European Studies at Columbia University (Совет Европейских исследований при Колумбийском университете) — http://www.ces.columbia.edu/ Архивная копия от 13 октября 2012 на Wayback Machine